# Universidad Gadjah Mada
La Universidad Gadjah Mada (en javanés: ꦈꦤꦶꦥ꦳ꦼꦂꦱꦶꦠꦱ꧀ꦓꦗꦃꦩꦢ, en indonesio: Universitas Gadjah Mada; abreviada como UGM) es una universidad pública de investigación situada en Sleman, en la región especial de Yogyakarta (Indonesia). Fundada oficialmente el 19 de diciembre de 1949, la Universidad Gadjah Mada es una de las instituciones de enseñanza superior más antiguas y grandes del país, y es ampliamente conocida como la mayor y la primera universidad estatal de la nación. Ha sido acreditada como la mejor universidad de Indonesia, junto con el Instituto de Tecnología de Bandung y la Universidad de Indonesia. En el 2021 QS World Universities Ranking, la UGM está clasificada como la primera en Indonesia, 254.ª en el mundo.
Cuando la universidad se estableció en los años 1940 bajo el dominio holandés, tuvo la primera facultad de medicina abierta libremente a los indonesios nativos, en un momento en que la educación nativa estaba a menudo restringida.
Con 18 facultades y 27 centros de investigación, la UGM ofrece 68 programas de estudios de licenciatura, 23 de diplomatura, 104 de maestría y especialización y 43 de doctorado. La universidad tiene aproximadamente 55.000 estudiantes inscritos, 1.187 estudiantes extranjeros, y cuenta con 2.500 miembros profesores. La UGM mantiene un campus de 150 hectáreas, con instalaciones que incluyen un estadio y un centro de fitness.
La universidad lleva el nombre de Gajah Mada, un líder del siglo XIV del Imperio Majapahit de Java, considerado por algunos historiadores como el primer unificador de la nación;  el nombre de la universidad todavía refleja la antigua ortografía de la era holandesa.